# SN 2004cf
SN 2004cf – supernowa typu Ib/c odkryta 14 maja 2004 roku w galaktyce A141105-1144. W momencie odkrycia miała maksymalną jasność 22,90m.